# Leandro Lescano
Leandro Ariel Lescano (Loma Hermosa, 3 marzo 2003) è un calciatore argentino, difensore dell'Huracán.

## Caratteristiche tecniche
È un terzino sinistro.

## Carriera
È cresciuto nel settore giovanile dell'Huracán, con cui ha firmato il suo primo contratto professionistico il 29 novembre 2023; ha debuttato in prima squadra il 23 febbraio 2025 nell'incontro di Primera División vinto 2-0 contro il San Lorenzo ed ha segnato il suo primo gol il 19 aprile seguente nella partita pareggiata 1-1 contro il Defensa y Justicia.

## Statistiche

### Presenze e reti nei club
Statistiche aggiornate al 4 maggio 2025.
| Stagione        | Squadra         | Campionato      | Campionato | Campionato | Coppe nazionali | Coppe nazionali | Coppe nazionali | Coppe continentali | Coppe continentali | Coppe continentali | Altre coppe | Altre coppe | Altre coppe | Totale | Totale | Totale |
| Stagione        | Squadra         | Comp            | Pres       | Reti       | Comp            | Pres            | Reti            | Comp               | Pres               | Reti               | Comp        | Pres        | Reti        | Pres   | Reti   |        |
| --------------- | --------------- | --------------- | ---------- | ---------- | --------------- | --------------- | --------------- | ------------------ | ------------------ | ------------------ | ----------- | ----------- | ----------- | ------ | ------ | ------ |
| 2025            | Huracán         | PD              | 5          | 1          | CA              | 1               | 0               | CS                 | 0                  | 0                  | -           | -           | -           | 6      | 1      |        |
| Totale carriera | Totale carriera | Totale carriera | 5          | 1          |                 | 1               | 0               |                    | 0                  | 0                  |             | -           | -           | 6      | 1      |        |